# Dominik Maciej Krzyżanowski
Dominik Maciej Krzyżanowski (ur. 30 kwietnia 1977 roku w Środzie Śląskiej) – polski pielęgniarz, dyrektor naczelny Wojewódzkiego Szpitala Specjalistycznego im. J. Gromkowskiego we Wrocławiu.
Do 30 czerwca 2022 r. pełnił funkcję dyrektora Departamentu Zdrowia Urzędu Marszałkowskiego Województwa Dolnośląskiego. Członek Rad Społecznych w wielu podmiotach wykonujących działalność leczniczą. 
Przedstawiciel Marszałka Cezarego Przybylskiego w Wojewódzkiej Radzie do spraw Potrzeb Zdrowotnych (do 31.07.2022 r.). Adiunkt dydaktyczny Uniwersytetu Medycznego im. Piastów Śląskich we Wrocławiu, autor i współautor publikacji z zakresu opieki paliatywnej, opieki długoterminowej, zdrowia publicznego i psychoonkologii.
Mąż Ewy, ojciec trójki dzieci: Jana Kantego, Klary i Ksawerego.

## Studia wyższe i podyplomowe
W 2002 r. ukończył studia magisterskie na kierunku Pielęgniarstwo na Akademii Medycznej im. Piastów Śląskich we Wrocławiu. W 2008 r. uzyskał stopień dra n. med. w zakresie medycyny społecznej na Wydziale Lekarskim Kształcenia Podyplomowego Uniwersytetu Medycznego we Wrocławiu w wyniku pomyślnej obrony rozprawy doktorskiej pt.: Jakość życia chorych objętych opieką paliatywną (promotorem rozprawy była prof. dr hab. Alicja Chybicka. Zrealizował Studia Podyplomowe Organizacji i Zarządzania w Ochronie Zdrowia na Uniwersytecie Wrocławskim w 2020 r., Master of Business Administration (MBA) –  Zarządzanie w Ochronie Zdrowia w Collegium Humanum  –  Szkole Głównej Menedżerskiej w Warszawie w czerwcu 2021 r. oraz Executive MBA - zarządzanie w ochronie zdrowia w Uniwersytecie SWPS w czerwcu 2023 r. 

## Kariera naukowa, uzyskane kwalifikacje zawodowe
Zainteresowania naukowe ukierunkował na opiekę zdrowotną seniorów, chorych w opiece długoterminowej i hospicyjnej oraz psychiatrycznej, a także wsparcie rodzin przewlekle chorych.  W 2002 r. rozpoczął pracę w roli asystenta w Zakładzie Pielęgniarstwa Klinicznego na Akademii Medycznej we Wrocławiu. Następnie wskutek restrukturyzacji Wydziału i Uczelni pracował w Zakładzie Medycznych Nauk Społecznych Katedry Zdrowia Publicznego (pełniąc obowiązki kierownika Zakładu) na Uniwersytecie Medycznym we Wrocławiu, a od 2021 r. do października 2023 r. kontynuował ją w Zakładzie Pielęgniarstwa Rodzinnego i Pediatrycznego jako adiunkt dydaktyczny. Od października 2023 r. zatrudniony na Wydziale Medycznym Politechniki Wrocławskiej na stanowisku profesora uczelni a od kwietnia 2025 r. kieruje Zakładem Opieki Paliatywnej i Tanatologii w Katedrze Neuronauk Klinicznych. 
Pracując na Uniwersytecie Medycznym był członkiem: Rady Wydziału Nauk o Zdrowiu (2012-2016), Uczelnianego Kolegium Elektorów (2012-2016), Uczelnianej Komisji Wyborczej (2002-2005), Senackiej Komisji Wydawniczej (2016-2020).
W latach 2008–2013 piastował stanowisko Kierownika Zakładu Podstaw Opieki Pielęgniarskiej w  Instytucie Pielęgniarstwa Państwowej Medycznej Wyższej Szkoły Zawodowej w Opolu, a przez następny rok pełnił w tym podmiocie funkcję starszego wykładowcy. Nadzorował działalność Zakładu, zarządzał zespołem, tworzył i realizował projekty badawcze, czynnie uczestniczył w międzynarodowych konferencjach naukowo-szkoleniowych oraz był promotorem prac licencjackich. W Opolu jako przewodniczący komitetu naukowego i organizacyjnego organizował cykl konferencji Żyć godnie do końca.
W 2009 roku Minister Zdrowia powierzył mu obowiązki specjalisty w dziedzinie zdrowie publiczne, a w 2006 roku uzyskał tytuł specjalisty w dziedzinie pielęgniarstwa opieki paliatywnej, realizując specjalizację w Hospicjum im. Księdza Popiełuszki w Bydgoszczy. W 2014 roku uzyskał kwalifikacje z pielęgniarstwa ratunkowego, a 2009 roku z pielęgniarstwa w opiece długoterminowej. 

## Współpraca z Centrum Kształcenia Podyplomowego Pielęgniarek i Położnych
Powołany siedmiokrotnie na Przewodniczącego, Wiceprzewodniczącego oraz Członka Państwowej Komisji Egzaminacyjnej w zakresie egzaminu specjalizacyjnego z pielęgniarstwa onkologicznego i pielęgniarstwa opieki paliatywnej. W latach 2016–2017 został powołany do Komisji przygotowującej programy zatwierdzone przez Ministra Zdrowia w zakresach:
- Specjalizacji z pielęgniarstwa onkologicznego (członek Komisji),
- Kursu kwalifikacyjnego w dziedzinie pielęgniarstwa onkologicznego (członek Komisji), oraz
- Kursu specjalistycznego Terapia bólu przewlekłego u dorosłych (przewodniczący Komisji).
Był także  współautorem pytań egzaminacyjnych do Państwowego Egzaminu Specjalizacyjnego w zakresie specjalizacji z pielęgniarstwa opieki paliatywnej i pielęgniarstwa onkologicznego[potrzebny przypis].

## Redaktor naczelny i merytoryczny
Jest członkiem Komitetu Naukowego/redaktorem tematycznym następujących czasopism naukowych:
- Współczesne Pielęgniarstwo i Ochrona Zdrowia (od 2012 r.)
- Gerontologia Współczesna Alter Ego Seniora (od 2013 r.)
- Opieka Onkologiczna (od 2016 r.)
- Pielęgniarstwo w Opiece Długoterminowej. Kwartalnik Międzynarodowy (od 2016 r.)

Był współzałożycielem oraz w latach 2011-2020 pełnił stanowisko redaktora naczelnego kwartalnika Pielęgniarstwo i Zdrowie Publiczne (Nursing and Public Health) na Uniwersytecie Medycznym we Wrocławiu – zarządzał polityką wydawniczą, koordynował proces recenzowania i wydawania artykułów naukowych oraz pozyskiwał członków międzynarodowej Rady Naukowej i Recenzentów.

## Członek Rady Społecznej
Jest aktywnym członkiem następujących organów:
- Rady Społecznej w Dolnośląskim Ośrodku Medycyny Pracy (od kwietnia 2019 r.[3])

- Rady Społecznej w Wojewódzkim Zespole Specjalistycznej Opieki Zdrowotnej we Wrocławiu (od kwietnia 2019 r.[4]) ,

- Dolnośląskiej Społecznej Rady Senioralnej (członek z powołania od czerwca 2019 r.[5])

- Rady Społecznej w Dolnośląskim Szpitalu Specjalistycznym im. T. Marciniaka we Wrocławiu (od kwietnia 2020 r.[6])

## Działalność hospicyjna
Był współorganizatorem ogólnopolskiej akcji Hospicjum to też życie (2004-2008), konsultantem ogólnopolskiej akcji Umierać po ludzku (2008). Współtworzył programy realizowane przy współudziale Wydziału Zdrowia Urzędu Miasta Wrocławia: Specjalistyczny kurs dla wolontariuszy z zakresu opieki paliatywnej – program organizowany przez I.M.K.O.P. Paliatus (2003), Żyć godnie do końca – program organizowany przez NZOZ Hospicjum Bonifratrów we Wrocławiu (twórca i koordynator programu w l. 2004-2008).
W latach 2014–2019 był zaangażowany w działalność Bonifraterskiego Centrum Zdrowia we Wrocławiu jako dyrektor Hospicjum Stacjonarnego św. Jana Bożego (2014-2018), kierownik Hospicjum Domowego oraz Poradni Medycyny Paliatywnej (2015-2019), a także koordynator zespołu medycznego i pielęgniarz w wymienionych placówkach (2018-2019). Jako pielęgniarz współpracował z Niepublicznym Zakładem Opieki Zdrowotnej Hospicjum Bonifratrów im. Św. Jana Bożego we Wrocławiu od 2002 roku. 
W zakresie działalności naukowej i hospicyjnej był współredaktorem recenzowanych podręczników: Krakowiak P., Krzyżanowski D., Modlińska A. (red.) Przewlekle chory w domu: poradnik dla rodzin i opiekunów + płyta edukacyjna DVD, Fundacja Hospicyjna, Gdańsk 2010; (Wydanie w jęz. rosyjskim Gdańsk 2011; wydanie 2. zmienione i rozszerzone Gdańsk 2011; wydanie 3. uaktualnione Gdańsk 2019) 
Krzyżanowski D., Fal A., Steciwko A., Sochocka L. (red.) Żyć godnie do końca. T.1: Wyzwania opieki paliatywnej i hospicyjnej. Wyd. WCM, Opole 2010; Krzyżanowski D., Fal A., Steciwko A., Sochocka L. (red.) Żyć godnie do końca. T.2: Etyczne, psychologiczne i duchowe aspekty kresu życia, Wyd. WCM, Opole 2010; Binnebesel J., Bohdan Z., Krakowiak P., Krzyżanowski D., Paczkowska A., Stolarczyk A. (red.) Przewlekle chore dziecko w domu: poradnik dla rodziny i opiekunów + płyta edukacyjna DVD, Fundacja Hospicyjna, Gdańsk 2012; Krzyżanowski D., Payne M., Fal A. (red.) Ból i cierpienie - ujęcie interdyscyplinarne, Presscom, Wrocław 2013; Krajewska-Kułak E., Dzierżanowski T., Krzyżanowski D., Cybulski M. Opieka paliatywna: poradnik dla lekarzy i pielęgniarek rodzinnych oraz rodzin pacjentów, Difin SA, Warszawa 2018.

## Staże naukowe
Odbył staże naukowe w Klinice Opieki Paliatywnej, Anestezjologii i Intensywnej Terapii Onkologicznej pod opieką profesora dra hab. Jacka Łuczaka (2002), Zakładzie Medycyny Paliatywnej Uniwersytetu Medycznego w Gdańsku pod opieką prof. dr hab. n. med. Krystyny de Walden-Gałuszko (2004), wizytował Calvary Hospital and Hospice Bronx NY USA pod opieką Dr Sherry Schachter, kierowniczką Berevement Services Calvary Hospital (2006).

## Administracja publiczna
Pracował jednocześnie jako Konsultant Wojewódzki w dziedzinie pielęgniarstwa opieki paliatywnej oraz Konsultant w Wojewódzkiej Radzie do spraw Potrzeb Zdrowotnych dla Województwa Dolnośląskiego w latach 2016-2018. Od lutego 2019 r. był przedstawicielem Marszałka Województwa Dolnośląskiego w Wojewódzkiej Radzie do spraw Potrzeb Zdrowotnych. Jako przedstawiciel Marszałka Województwa Dolnośląskiego (do 31.07.2022 r.) współpracował także jako członek grupy roboczej ds. zdrowia w ramach przygotowań do VII Szczytu Politycznego Partnerstwa Odry (od listopada 2021 r.); członek Komitetu Sterującego w Ministerstwie Zdrowia do spraw koordynacji interwencji EFSI w sektorze ochrony zdrowia (od lutego 2020 r.). Członek Zespołu do spraw ochrony zdrowia i polityki społecznej Wojewódzkiej Rady Dialogu Społecznego Województwa Dolnośląskiego (od maja 2020 r.).

## Działalność w towarzystwach naukowych
Jest współzałożycielem i byłym członkiem Zarządu Polskiego Towarzystwa Opieki Duchowej w Medycynie, członkiem Polskiego Towarzystwa Pielęgniarstwa Opieki Paliatywnej, członkiem Polskiego Towarzystwa Zdrowia Publicznego oraz członkiem Polskiego Towarzystwa Psychoonkologicznego.

## Wyróżnienia i nagrody
- Medal Komisji Edukacji Narodowej
- Laureat konkursu 30 Życzliwych Wrocławian[12]
- Medal Papieskiej Rady ds. Duszpasterstwa Służby Zdrowia
- Odznaka honorowa „Za zasługi dla ochrony zdrowia”
- Nagroda św. Kamila[13] – wyróżnienie
- Nagroda Fundacji TVN Mój Dobry Anioł[14]

## Współpraca z instytucjami Kościoła Katolickiego
Współzałożyciel i członek (sekretarz) Komitetu Bioetyki Prowincji Polskiej Zakonu Szpitalnego Św. Jana Bożego w l. 2015-2018. (Powołanie: Prowincjał Prowincji Polskiej Zakonu Szpitalnego św. Jana Bożego – Dekret nr 26 z 29 kwietnia 2016 r.). Współtworzył zalecenia ogólne dotyczące kwestii bioetycznych w szpitalach i ośrodkach pomocy społecznej prowadzonych przez Zakon Bonifratrów. Konsultor Zespołu ds. Duszpasterstwa Służby Zdrowia i Chorych przy Konferencji Episkopatu Polski (od marca 2018 r.). Współpracownik edukacyjny w zakresie aspektów ochrony zdrowia dla kapelanów szpitalnych na zaproszenie Diecezji i Krajowego Duszpasterza Służby Zdrowia.